# أورلينس (نيويورك)
أورلينس (بالإنجليزية: Orleans, New York)‏ هي بلدة أمريكية تقع في الولايات المتحدة في مقاطعة جيفيرسون. يقدر عدد سكانها بـ 2,789 نسمة ومساحتها 201.5 كم2 و وترتفع عن سطح البحر 116 متر.